# 深圳大学高等研究院
深圳大学高等研究院是深圳大学管理体制和运行机制综合改革试点学院，侧重跨学科教学与研究，培养海洋资源与环境、功能材料、生物技术、食品科学等交叉领域的人才。

## 历史沿革
- 2014年，深圳大学高等研究院成立[2]，华裔科学家韩志超教授受聘为创院院长[3]，同时开设理工创新本科实验班。
- 2017年，设立复杂系统与数据科学和生命健康与环境二级学科硕士点。
- 2018年，3月，原北京大学工学院副院长、千人计划特聘专家、长江学者特聘教授陈峰教授出任第二任院长[4]；6月，首届本科生毕业，与深圳南特商学院联合开设金融科技实验班[5][6]。
- 2019年，5月，与大连工业大学合作共建食品产业创新发展研究院[7]；6月，金融科技实验班划转至深圳南特商学院[8]。
- 2021年，6月，理工创新实验班在广东省首次列入高考招生[9]。
- 2022年，6月，理工创新实验班新增食品科学与工程本科专业[10]，不过翌年该专业调整回化学与环境工程学院进行招生[11]。
- 2023年，1月，中国国家杰出青年科学基金获得者李猛教授出任第三任院长。

## 管理团队

### 现任领导
| 院长 - 李猛 | 党委书记 - 邱妙芳 | 副院长 - 明海燕 | 党委副书记 - 李翔 | 副院长 - 李晓光 | 副院长 - 李秀婷 |

### 历任院长
- 2014-2018：韩志超
- 2018-2023：陈峰
- 2023-：李猛

## 专业设置
截至2025年，高等研究院共有以下本科专业及研究生学位授权点：
- 本科专业：理工创新实验班（下设数学与应用数学、物理学、化学、生物科学等4个本科专业）
- 学术型硕士学位授权点：数学、物理学、化学、生物学
- 专业硕士学位授权点：应用统计、光电信息工程、环境科学、生物技术与工程
- 博士学位授权点：市政环境与公共健康

## 组织机构

### 院委员会
- 学术委员会
- 顾问委员会
- 院务委员会
- 教务委员会

### 科研平台
- 广东省海洋微生物组工程高校重点实验室
- 深圳市海洋微生物组工程重点实验室
- 深圳大学古菌生物学研究中心
- 深圳大学合成生物学研究中心
- 深圳大学-广东省科学院微生物研究所-微生物安全与健康研究院
- 深圳大学空间科学中心（天都-深圳大学深空探测联合实验室）
- 深圳大学碳中和研究院